# Leonard Blomefield
Leonard Jenyns (1800-1893) va ser un clergue anglès, autor i naturalista. El 1871, es va veure obligat a prendre el nom de Leonard Blomefield per poder acceptar una herència que un cosí de son pare, Francis Blomfield li va llegar.
Va néixer al barri de Pall Mall a Londres com fill de Mary Heberden (1763-1832) i George Leonard Jenyns (1763-1848), un eclesiàstic anglicà. El 1787, els Jenyns van heritar de l'escriptor Soame Jenyns, un cosí patern llunyà, una propietat al poble de Bottisham (Cambridgeshire) Els 1797 hi van anar a viure en una casa nova, Bottisham Hall, avui un monument llistat.
El 1812, Jenyns va començar a estudiar història natural animat pel seu besoncle. Va continuar els estudis secundaris a Eton College el 1813. Allà llegir el llibre Natural History of Selborne de Gilbert White que el va influençar molt. El 1818 va començar els estudis a la Universitat de Cambridge on va treballar amb John Stevens Henslow (1796–1861). Va graduar el 1822.
Jenyns va ser membre fundador de la Ray Society, una associació científica, i un típic «clergue-naturalista», que veia l'estudi de les sciències naturals com complementary al seu treball religiós. Va escriure una biografia Henslow, el seu mentor i el mentor de Charles Darwin. Va ser ordenat capellà al maig de 1823 i va esdevenir vicari de la parròquia de Swaffham Bulbeck el desembre de 1827.
El 1831 Jenyns va ser triat per acompanyar el segon viatge de l'HMS Beagle com naturalista, però va rebutjar l'oferta per raons de salut i per la seva feina a la parròquia. Va proposar Charles Darwin per reemplaçar-lo. Ambdós van tenir una correspondència intensiva.
Jenyns va fer moltes observacions de fenologia al Cambridgeshire que va reunir en un manuscrit Contributions towards a Fauna Cantabrigiensis (Contribucions a una fauna Cantabrigiensis) que va ser publicat el 2012. A Cambridge, va crear el Societies Museum, predecessor de l'actual Museu de zoologia de la Universitat de Cambridge, els arxius del qual contenen molt material seu, incloent-hi manuscrits i llibres sobre història natural local.
Obres destacades
- Jenyns, L. Darwin, Charles (editor). Fish (pdf) (en anglès). volum 4 de: The zoology of the voyage of H. M. S. Beagle, under the command of Captain Fitzroy, R. N., during the years 1832 to 1836.  Londres: Smith, Elder, and Co., 1842, p. i-xvi + 1-172.
- Jenyns, Leonard. Memoir of the Rev. John Stevens Henslow, M.A., F.L.S., F.G.S., F.C.P.S.: Late Rector of Hitcham and Professor of Botany in the University of Cambridge (en anglès).  Londres: John Van Voorst, 1862, p. 278.